# Song of Myself (Walt Whitman)

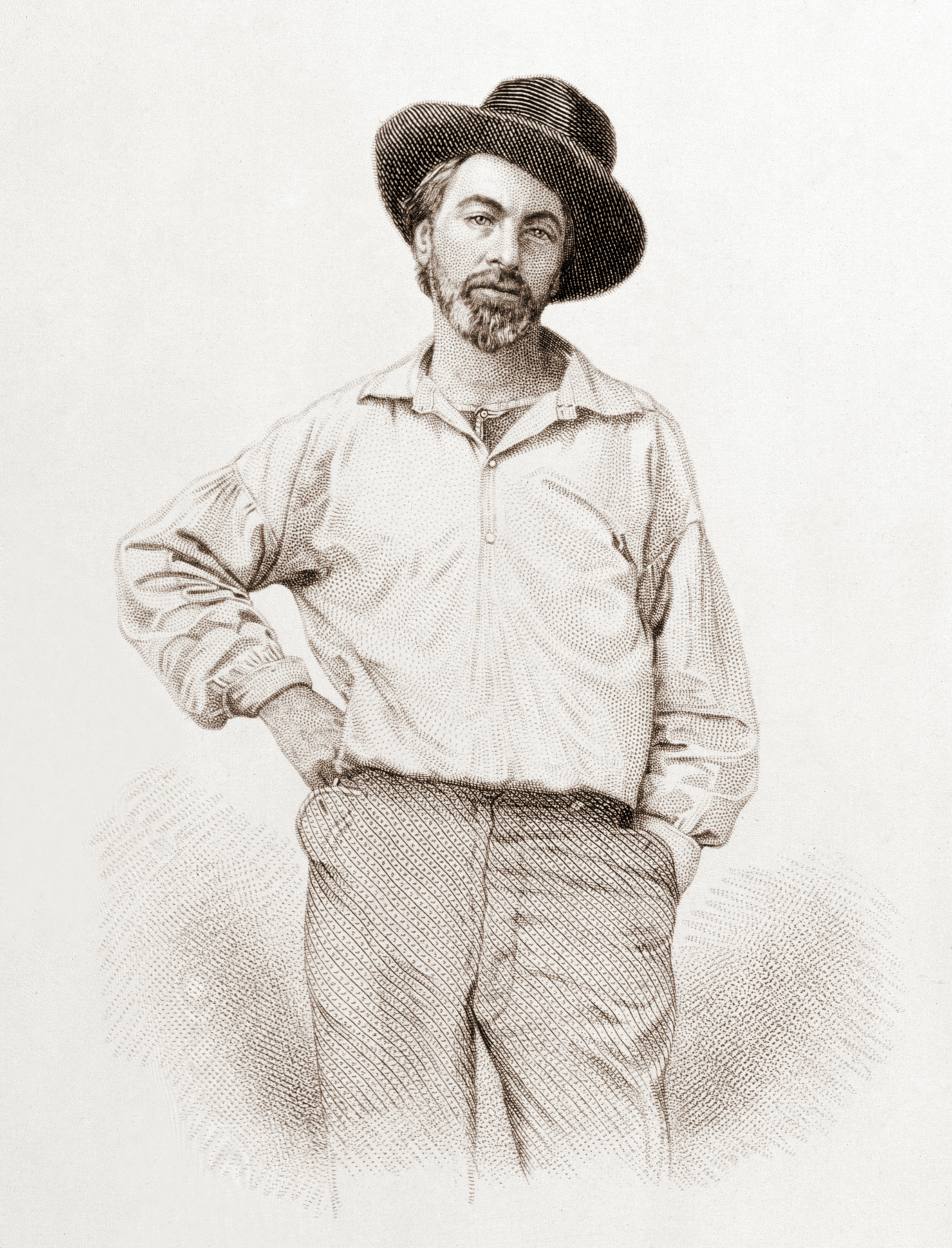
Staalgravure van Walt Whitman uit 1854.

Song of Myself is een bekend gedicht van de Amerikaanse dichter Walt Whitman, dat is opgenomen in zijn bundel Leaves of Grass. Whitman stelt zich in dit gedicht voor als de symbolische vertegenwoordiger van gewone mensen. Leaves of Grass werd commercieel een mislukking, maar recensenten erkenden de originaliteit ervan als een gedurfde nieuwe stem in de Amerikaanse poëzie. 

## Publicatiegeschiedenis
Het gedicht werd in 1855 eerst gepubliceerd zonder indeling, als eerste van twaalf titelloze gedichten. Van de eerste uitgave van  Leaves of Grass moest Whitman zelf de kosten dekken. In de tweede editie uit 1856 droeg het de titel Poem of Walt Whitman, an American, wat  in de derde editie in 1860 werd ingekort tot Walt Whitman. De indeling in 52 genummerde secties (die mogelijk het aantal weken in een jaar weerspiegelt) dateert uit de vierde editie van 1867. Pas met de uitgave van 1891-1892 kreeg het de definitieve titel Song of Myself. 

## Fragment (openingsregels)
Song of Myself
1.
I celebrate myself, and sing myself,
And what I assume you shall assume,
For every atom belonging to me as good belongs to you.
I loafe and invite my soul,
I lean and loafe at my ease observing a spear of summer grass.
My tongue, every atom of my blood, form’d from this soil, this air,
Born here of parents born here from parents the same, and their parents the same,
I, now thirty-seven years old in perfect health begin,
Hoping to cease not till death.
Creeds and schools in abeyance,
Retiring back a while sufficed at what they are, but never forgotten,
I harbor for good or bad, I permit to speak at every hazard,
Nature without check with original energy.
Lied van mezelf
(Vertaling: Jules Grandgagnage)
1.
Ik vier mezelf, bejubel mezelf,
en wat ik ontvang, ontvang jij ook,
want elk atoom in mij is ook van jou.
Ik slenter, en nodig mijn ziel uit,
Ik buig over een halm zomergras die ik op mijn gemak observeer.
Mijn tong, al de atomen van mijn bloed, gevormd door de aarde hier,
de lucht hier, mijn geboorte, hier, van ouders die hier zelf zijn geboren,
zoals de ouders van hun ouders voor hen,
Zevenendertig op deze dag, volmaakt gezond, begin ik,
In de hoop pas op te houden tot ik sterf.
Alle geloof verworpen, de scholen verworpen,
Afgezonderd van hen, ken ik nu hun juiste waarde, zonder te vergeten,
Ik verwelkom al het goede en het slechte,
laat het zich uiten, onbeperkt in pure energie.